# سهى شومان
سهى شومان (1944) فنانة أردنية / فلسطينية، تُعتبر من سيدات المجتمع اللواتي أسهمن في الحراك الثقافي في مدينة عمّان. وهي ابنة السياسي الراحل أحمد حلمي عبد الباقي - رئيس حكومة عموم فلسطين العام 1948. أسست عام 1993 مع زوجها دارة الفنون في عمّان، والمعنية بالثقافة والأدب والفنون، حيث تنظم المعارض الفنية رفيعة المستوى للفنانين العرب والعالميين وتتيح بذلك أمام الجمهور الأردني رؤية أعمال نادرة، كما تعمل على تنظيم دورات متخصصة ومجانية في مجالات الفن والنحت والجرافيك، بإشراف فنانين ذوي سمعة عالية، إضافة إلى إلقاء المحاضرات المتخصصة في الفن وعرض الأفلام الوثائقية عن الفن والفنانين العالميين.

## الحياة المهنية
تخرجت الفنانة سهى شومان من معهد الفنون الجميلة بعمّان، اهتمت شومان على نحو لافت، بفنون ما بعد الحداثة التي يمثلها جيل من الشبان الأردنيين والعرب أو من أصول عربية، فقدّمت أكبر الدعم لمعارض اعتمدت الفيديو آرت والفنون التركيبية Installation Art وغيرهما. وفي مسيرتها الفنية، قدّمت شومان مجموعة من الفيديو آرت، منها «الزمن والضوء» 2004، «إنني في كل مكان» 2006، «بيكفي مشان الله» 2008، «بيّارتنا» 2009، وهي أعمال تجاورَ فيها عشقها للبترا وهمّها الفلسطيني معاً.

### دارة الفنون
في عام 1993 أقامت سهى مؤسسة خالد شومان/ دارة الفنون، في موقع يضم ثلاثة بيوت قديمة في جبل اللويبدة، قام بترميمها المهندس المعماري عمار خماش. وكان رئيس الحكومة الراحل سليمان النابلسي اتخذ أحدها مسكناً له، لتصبح الدارة ملتقى للفنانين والمبدعين، يقيمون فيها معارضهم التشكيلية ويعقدون ندواتهم الثقافية، ويعرضون تجاربهم السينمائية، ويقدّمون حفلاتهم الموسيقية في برنامج لم يتوقف منذ أكثر من عقد ونصف.
ومن خلال برنامج فنانون مقيمون، شجعت دارة الفنون على التبادل الفني. وبدءاً من العام 2002 شرعت الدارة بالتعاون مع المجلس الثقافي السويسري Pro Helvetia بتنظيم برنامج الفنانين المقيمين، فاتحةً الأبواب أمام الفنانين الأردنيين الشبان للعمل وعرض نتاجهم والتعريف بهم على مستوى العالم.

## وصلات خارجية
- الموقع الرسمي - دارة الفنون / مؤسسة خالد شومان.